# Bars-Chot
Bars-Chot (mong. Хэрлэн Барс, chiń. 河董城) – średniowieczne miasto w Mongolii, nad rzeką Kerulen, w somonie Cagaan-Owoo.

## Historia
Miasto założyli Kitanowie. Jest ono datowane na X–XII wiek. W 2004 roku podpisano porozumienie pomiędzy władzami mongolskimi i chińskimi w kwestii rewitalizacji ruin. W 2014 roku zakończono rewitalizację pagody.

## Architektura
W miejscowości znajdowały się ruiny dwóch pagod klasztornych pochodzących z XI-XII wieku. Były to jedne z najlepiej zachowanych budowli z tego okresu. Jedną z pagod zniszczyły wojska sowieckie podczas II wojny światowej. Zachowana pagoda ma wymiary około 8 na 16 m i jest najwyższą budowlą w Mongolii sprzed czasów współczesnych.  